# Inte ens det förflutna
Inte ens det förflutna är en deckarroman från 2008 av den svenska författaren Anna Jansson.

## Handling
En man hittas död och ihjälfrusen i sin dikeskörda bil. Det är oklart om det rör sig om självmord. Ett halvår senare är utredningen på väg att läggas ned. Maria Wern hotas inför att hon ska vittna i en kommande rättegång och väljer då att följa med sin barndomskamrat till en kurs på Gotska Sandön. En kurs där de ska leva på vad naturen har att erbjuda. Men redan första dagen spårar det ur med stormar, strömavbrott, död och vansinne.
Samtidigt fortsätter livet för hennes kollegor i väntan på rättegången i Visby.

## Filmatisering
Under 2012 gjordes en filmatisering av romanen med samma namn.